# Sorgenfri (stacja kolejowa)
Sorgenfri (duń. Sorgenfri Station) – stacja kolejowa w miejscowości Virum, w gminie Lyngby-Tårbæk, w Regionie Stołecznym, w Danii. Stacja obsługuje południową część Virum, a nazwa pochodzi od pobliskiego pałacu Sorgenfri.
Znajduje się na Nordbanen i jest obsługiwana przez pociągi S-tog linii B.

## Linie kolejowe
- Linia Nordbanen